# Cimarron (affluent de l'Arkansas)
Pour les articles homonymes, voir Cimarron.
La rivière Cimarron est un affluent de l'Arkansas dans le sud-ouest des États-Unis, donc un sous-affluent du Mississippi.

## Géographie
Long de 1 123 km, elle coule à travers quatre États : le Nouveau-Mexique, l'Oklahoma, le Colorado, et le Kansas. La rivière prend sa source près de la Mesa Johnson à l'ouest de Folsom au nord-ouest du Nouveau-Mexique.

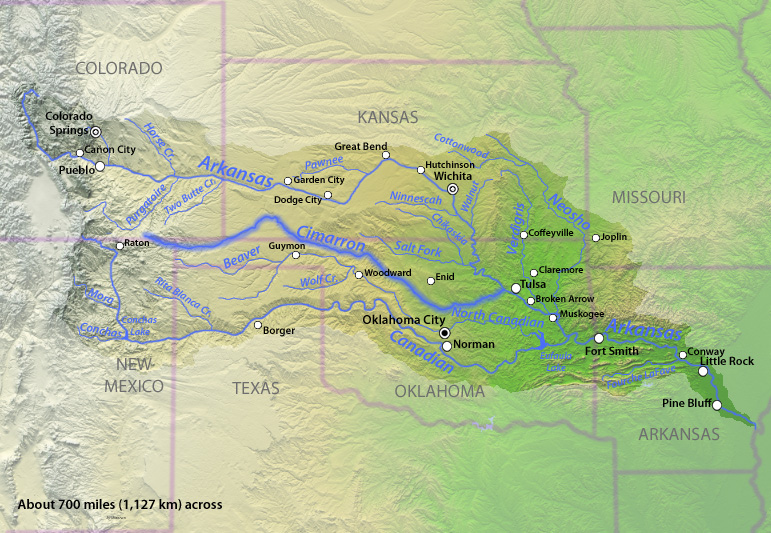

## Étymologie
Le nom de la rivière provient de son ancienne appellation espagnole, Río de los Carneros Cimarrón, qui peut être traduit par Rivière du mouton sauvage. Les premiers explorateurs américains l'appelaient également Red Fork of the Arkansas à cause de la couleur rouge de ses eaux.

## Histoire
La piste de Santa Fe, une importante route commerciale à l'époque du Far West, suivait la rivière Cimarron après s'être détachée de la rivière Arkansas.